# William Ephraim Smith

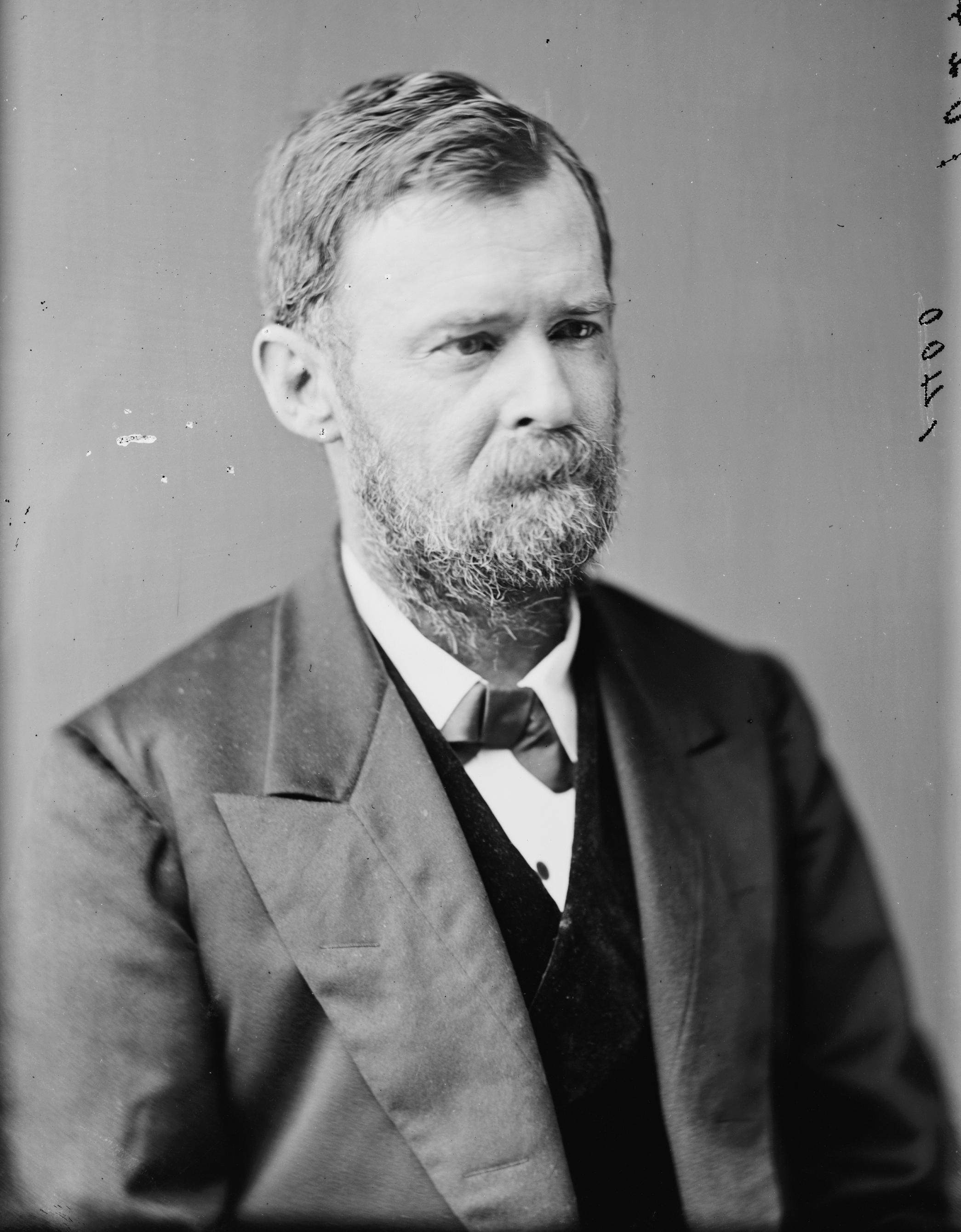
William Ephraim Smith

William Ephraim Smith (* 14. März 1829 in Augusta, Georgia; † 11. März 1890 in Albany, Georgia) war ein US-amerikanischer Politiker. Zwischen 1875 und 1881 vertrat er den Bundesstaat Georgia im US-Repräsentantenhaus.

## Werdegang
William Smith genoss eine gute Schulausbildung. Nach einem anschließenden Jurastudium und seiner im Jahr 1846 erfolgten Zulassung als Rechtsanwalt begann er in Albany in seinem neuen Beruf zu arbeiten. Außerdem war er als Pflanzer tätig. Zwischen 1858 und 1860 war er Staatsanwalt im südwestlichen Gerichtsbezirk von Georgia. Während des Bürgerkrieges war er zunächst Oberleutnant und später Hauptmann in einer Infanterieeinheit aus Georgia, die dem Heer der Konföderierten Staaten unterstellt war. Zwischen 1864 und 1865 war er Abgeordneter im Konföderiertenkongress in Richmond (Virginia). Dieses Mandat erlosch mit der Kapitulation der Konföderation.
Im Jahr 1874 lehnte Smith eine ihm angetragene Richterstelle ab. Politisch wurde er Mitglied der Demokratischen Partei. Bei den Kongresswahlen des Jahres 1874 wurde er im zweiten Wahlbezirk von Georgia in das US-Repräsentantenhaus in Washington, D.C. gewählt, wo er am 4. März 1875 die Nachfolge des Republikaners Richard H. Whiteley antrat. Nach zwei Wiederwahlen konnte er bis zum 3. März 1881 drei Legislaturperioden im Kongress absolvieren. In diese Zeit fiel das Ende der Reconstruction in den Südstaaten.
Für die Wahlen des Jahres 1880 verzichtete Smith auf eine weitere Kandidatur. In der Folge arbeitete er wieder als Anwalt. Im Jahr 1886 war er Präsident des regionalen demokratischen Parteitages in Georgia; zwischen 1886 und 1888 gehörte er dem Staatssenat an. William Smith starb am 11. März 1890 in Albany und wurde dort auch beigesetzt.